# Black Bullace
Black Bullace es una variedad cultivar de ciruelo (Prunus domestica subsp. insititia), de las denominadas ciruelas europeas.
Una variedad de ciruela ciruela conocido en Inglaterra y Reino Unido desde el siglo  XVII. Las frutas tienen un tamaño muy pequeño, piel gruesa, ácida, siendo el color de la piel púrpura oscuro azulado, y pulpa de color amarilla verdosa, textura firme, moderadamente jugosa, y sabor enérgica subácida.

## Historia
'Black Bullace' variedad de ciruela conocido en Inglaterra desde el siglo  XVII. "Bullace" es una variedad de ciruela que da frutos comestibles similares a los de la ciruela damascena, y al igual que la ciruela damascena, se considera que es una cepa de la Prunus domestica subsp. insititia. Aunque el término se ha aplicado regionalmente a varios tipos diferentes de "ciruela silvestre" que se encuentran en el Reino Unido, generalmente se usa para referirse a variedades con forma esférica, a diferencia de las ciruelas damascenas ovaladas.
'Black Bullace' está cultivada en diversos bancos de germoplasma de cultivos vivos, tales como en National Fruit Collection (Colección Nacional de Fruta) de Reino Unido con el número de accesión: 1957-087 y Nombre Accesión : Black Bullace.  El espécimen fue recibido en el «National Fruit Trials» (Probatorio Nacional de Frutas), para evaluar sus características en 1957, espécimen procedente de Colchester, Essex.

## Características
'Black Bullace' árbol de porte extenso, moderadamente vigoroso, erguido, productivo, floración abundante. Autofértil. Flor blanca, que tiene un tiempo de floración que comienza a partir del 16 de abril con el 10% de floración, para el 20 de abril tiene una floración completa (80%), y para el 1 de mayo tiene un 90% de caída de pétalos.
'Black Bullace' tiene una talla de tamaño muy pequeño de forma esférica, cavidad poco profunda, estrecha, abrupta, sutura pronunciada, una línea distinta; ápice redondeado o ligeramente puntiagudo, con peso promedio de 7.98 g; epidermis tiene una piel gruesa, ácida, siendo el color de la piel púrpura oscuro azulado, cubierto de pruina de mediano espesor, punteado pequeños, pocos; pedúnculo glabro, con una longitud promedio de 11.28 mm, pubescente, bien adherido al fruto con la cavidad del pedúnculo estrecha y apenas pronunciada; pulpa de color amarilla verdosa, textura firme, moderadamente jugosa, y sabor enérgica subácida.
Hueso adherido, irregular y ampliamente ovada, aplanada, áspera, ligeramente comprimida y con cuello en la base, roma o aguda en el ápice, sutura ventral estrecha, alada, fuertemente surcada, sutura dorsal aguda o levemente surcada.
Su tiempo de recogida de cosecha es tardío, se inicia en su maduración de principios a mediados de octubre.

## Usos
Esta ciruela es bien conocida en Inglaterra, pues hace unos muy buenos guisos, licores, mermeladas, empanadas, y congelación.